# Cyperus sphacelatus
Cyperus sphacelatus är en halvgräsart som beskrevs av Christen Friis Rottbøll. Cyperus sphacelatus ingår i släktet papyrusar, och familjen halvgräs. Inga underarter finns listade i Catalogue of Life.